# Androsace filicula
Androsace filicula é uma espécie botânica pertencente à família Primulaceae.
1. 1 2  Sun, Jiao; Wang, Hengchang (2024). «A new required combination and the synonymization of Pomatosace with Androsace». Phytotaxa. 672 (2): 221–224. ISSN 1179-3163. doi:10.11646/phytotaxa.672.2.9
2. ↑  «Pomatosace — World Flora Online». www.worldfloraonline.org. Consultado em 19 de agosto de 2020